# Aleksandra Janiszewska
Aleksandra Janiszewska (ur. 1 stycznia 1837 w Budzynie, zm. 21 grudnia 1932 w Warszawie) – uczestniczka powstania styczniowego.

## Życiorys
Przewoziła korespondencję Rządu Narodowego. Dostarczała powstańcom broń, przetrzymywała ją w swoim domu. Do obozów powstańczych dowoziła żywność. Zaopatrywała partię Władysława Cichorskiego „Zameczka”. Przeznaczyła prywatne fundusze na wykupywanie powstańców z niewoli. Opiekowała się sierotami po poległych powstańcach, zajęła się też dziećmi siostry Marianny Żytowieckiej, gdy ta za udział w powstaniu została z mężem zesłana na Syberię, gdzie zmarła.
W 1930 została odznaczona Krzyżem Niepodległości.
Została pochowana na Cmentarzu Wojskowym na Powązkach w Warszawie w kwaterze weteranów powstania styczniowego.